# درایو فرکانس-متغیر

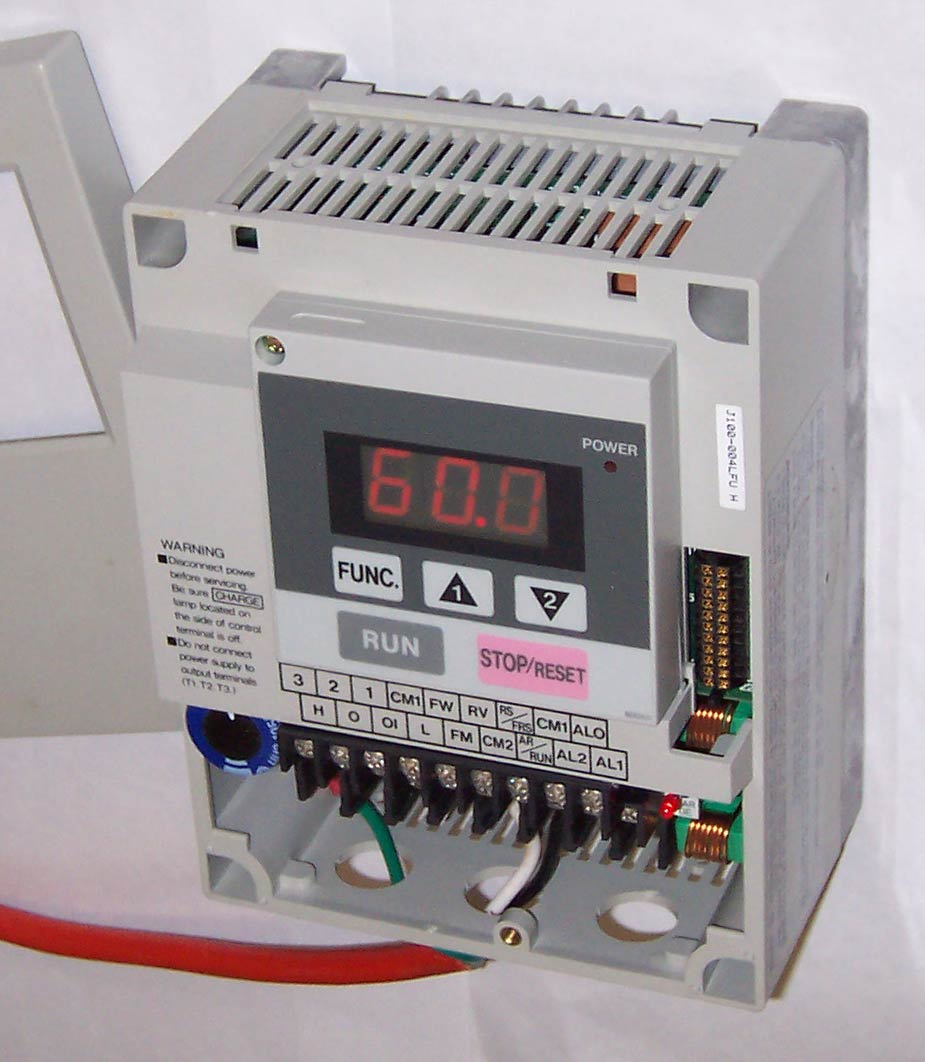
یک درایو فرکانس متغیر کوچک

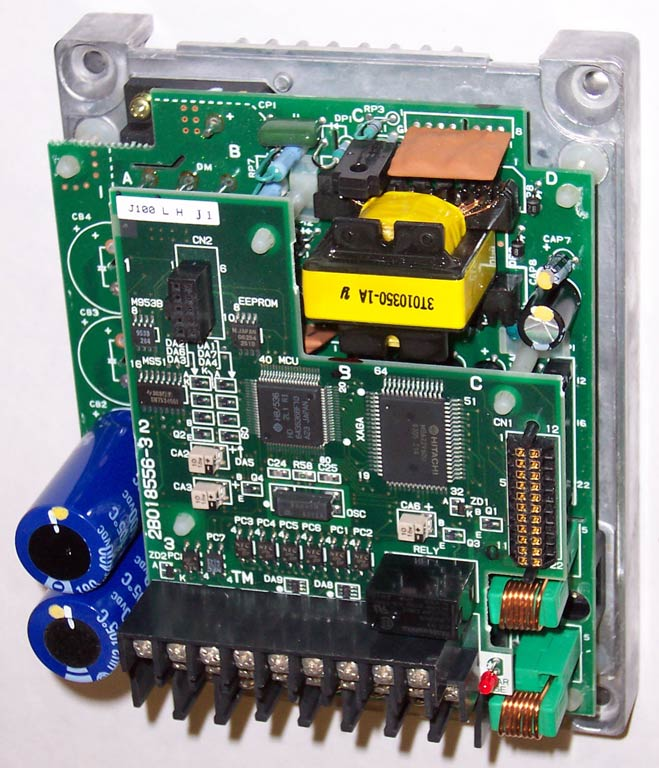
درایو هیتاچی

درایو فرکانس-متغیر یا (VFD) یا راه‌انداز فرکانس متغیر (به انگلیسی: variable-frequency drive)،  که با نامهای VFD یا درایو با فرکانس قابل تنظیم، درایو با سرعت قابل تنظیم، درایو با سرعت متغیر، درایو AC ، درایو میکرو، درایو اینورتر یا درایو شناخته می شوند ،  نوعی درایو موتورهای AC  (موتورهای جریان متناوب) است که سرعت و گشتاور را با تغییر فرکانس برق ورودی کنترل می کند. این درایوها افزون بر کاربرد کنترل سرعت، می‌تواند در سرعت‌های پایین به منحنی‌ِ مشخصهٔ گشتاور-سرعت مطلوبی مشابه موتورهای جریان مستقیم دست یابد، به‌طوری‌که در بسیاری از کاربردها بتوان موتورهای جریان مستقیم را با موتورهای جریان متناوب قفس‌سنجابی جایگزین کرد. این درایورها دارای توپولوژی های گوناگونی می باشند و بسته به نوع توپولوژی ، تغییرات ولتاژ یا جریان  را کنترل می‌کند.
VFD ها در کاربردهای مختلف از وسایل کوچک تا کمپرسورهای بزرگ استفاده می شوند.سیستم‌هایی که از VFD استفاده می‌کنند می‌توانند کارآمدتر از سیستم‌های هیدرولیک باشند، مانند سیستم‌هایی با پمپ و کنترل دمپر برای فن‌ها.
از دهه  1980 میلادی ، فناوری الکترونیک قدرت هزینه و اندازه VFD را کاهش داده و از طریق پیشرفت در دستگاه های سوئیچینگ  نیم‌رسانا ، توپولوژی های درایو، تکنیک های شبیه سازی و کنترل، و سخت افزار و نرم افزار کنترل، کیفیت  و عملکرد را بهبود بخشیده است.
توپولوژی های VFD ها AC-AC و DC-AC و
باولتاژ پایین و متوسط هستند.

## تاریخچه
پروژه های درایو فرکانس متغیر مدولاسیون پهنای پالس (PWM) در دهه 1960 در استرومبرگ فنلاند آغاز شد. Martti Harmoinen به عنوان مخترع این فناوری در نظر گرفته می شود. استرومبرگ موفق شد ایده درایو PWM را در سال 1973 به متروی هلسینکی  بفروشد و در سال 1982 اولین درایو PWM SAMI10 عملیاتی شد.
شرح و عملکرد سیستم

## سیستم VFD
درایو فرکانس متغیر دستگاهی است که در یک سیستم درایو متشکل از سه زیرسیستم اصلی زیر استفاده می شود: موتور جریان متناوب یا AC، کنترل کننده ، و اینترفیس یا رابط کاربری .

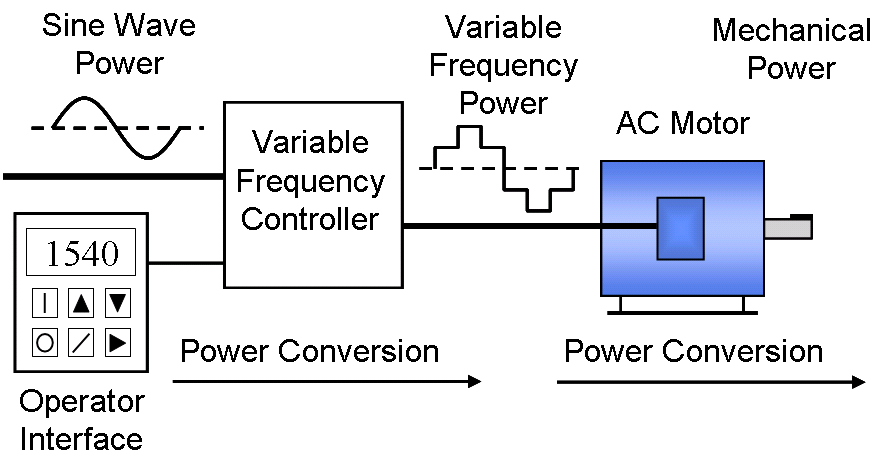
سیستم درایو فرکانس متغیر

### موتور جریان متناوب
موتور الکتریکی  جریان متناوب  مورد استفاده در سیستمهای  VFD معمولا یک موتور القایی سه فاز است. در برخی شرایط بعضی از انواع موتورهای تک فاز یا موتورهای سنکرون نیز می توانند سودمند باشند، اما به طور کلی موتورهای القایی سه فاز به عنوان مقرون به صرفه ترین موتور ترجیح داده می شوند. اغلب موارد از موتورهایی که برای عملکرد با سرعت ثابت طراحی شده اند ، استفاده می شوند. با توجه به تنش‌های ولتاژ بالا اعمال شده بر این موتورهای القایی، لازم است  که چنین موتورهایی برای وظیفه تغذیه اینورتر معین مطابق با الزاماتی مانند بخش 31 استاندارد NEMA MG-1 طراحی شوند.

### کنترل کننده
کنترلر VFD یک سیستم تبدیل الکترونیک قدرت حالت جامد است که از سه زیر سیستم مجزا تشکیل شده است: مبدل پل یکسوساز، بخش ارتباطی جریان مستقیم (DC) و یک اینورتر. درایوهای اینورتر منبع ولتاژ (VSI) تا حد زیادی رایج ترین نوع درایوها هستند. اکثر درایوها درایوهای AC-AC هستند زیرا ورودی خط AC را به خروجی اینورتر AC تبدیل می کنند. با این حال، در برخی از کاربردها مانند گذرگاه DC معمولی یا  کاربردهای خورشیدی، درایوها به عنوان درایوهای DC-AC پیکربندی می شوند. ابتدایی ترین مبدل یکسو کننده برای درایو VSI به صورت یک پل دیودی سه فاز، شش پالسی و تمام موج پیکربندی شده است. در درایو VSI، بخش ارتباطی  DC از یک خازن تشکیل شده است که موج خروجی DC مبدل را صاف می کند و ورودی پایدار به اینورتر ارائه می دهد. این ولتاژ DC فیلتر شده با استفاده از عناصر کلیدزنی فعال اینورتر به خروجی ولتاژ AC شبه سینوسی تبدیل می شود. درایوهای VSI نسبت به درایوهای اینورتر منبع جریان با کنترل فاز (CSI) و اینورتر با تغییر بار (LCI) ضریب توان بالاتر و اعوجاج هارمونیک (برق) کمتری را ارائه می‌دهند. کنترل کننده درایو همچنین می تواند به عنوان یک مبدل فاز با ورودی مبدل تک فاز و خروجی اینورتر سه فاز پیکربندی شود.
پیشرفت‌های کنترل‌کننده از افزایش چشمگیر درجه‌بندی ولتاژ و جریان و فرکانس سوئیچینگ دستگاه‌های قدرت الکترونیک حالت-جامد در شش دهه گذشته بهره‌برداری کرده است.  ترانزیستور دوقطبی با گیت عایق یا آی‌جی‌بی‌تی (IGBT) که در سال 1983 معرفی شد، در دو دهه گذشته بر VFD ها به عنوان یک دستگاه سوئیچینگ اینورتر تسلط یافته است.
در کاربردهای گشتاور متغیر مناسب برای کنترل درایو ولت بر هرتز (V/Hz)، ویژگی‌های موتور AC مستلزم آن است که مقدار ولتاژ خروجی اینورتر به موتور برای مطابقت با گشتاور بار مورد نیاز در یک رابطه خطی V/Hz تنظیم شود. به عنوان مثال، برای موتورهای 460 ولت، 60 هرتز، این رابطه خطی  460/60V/Hz = 7.67 V/Hz می باشد. در حالی که در کاربردهای گسترده ، کنترل V/Hz در کاربردهای با کارایی بالا که شامل سرعت کم یا میزان مورد نیاز سرعت  ، تنظیم سرعت دینامیکی، موقعیت‌یابی و نیازهای بار معکوس می‌شود، کمتر از حد مطلوب است. برخی از درایوهای کنترل V/Hz نیز می‌توانند در حالت V/Hz  تابع مربعی یا تابع درجه دوم کار کنند یا حتی می‌توانند طوری برنامه‌ریزی شوند که با مسیرهای چند نقطه‌ای خاص V/Hz مطابقت داشته باشند.
دو پلت فرم دیگر کنترل درایو، کنترل برداری (موتور) و کنترل گشتاور مستقیم (DTC) می باشند که ، مقدار ولتاژ موتور، زاویه  مرجع، و فرکانس  را تنظیم می کنند تا شار مغناطیسی و گشتاور نیرو مکانیکی موتور را دقیقاً کنترل کنند.
اگرچه مدولاسیون پهنای پالس برداری فضایی (SVPWM) به طور فزاینده ای محبوب می شود،  PWM سینوسی (SPWM) ساده ترین روشی است که برای تغییر ولتاژ (یا جریان) و فرکانس موتور درایوها استفاده می شود. با کنترل SPWM ، خروجی شبه سینوسی با پهنای پالس متغیر از تقاطع سیگنال حامل دندانه دار با سیگنال سینوسی تعدیل کننده ساخته می شود که در فرکانس کاری و همچنین ولتاژ (یا جریان) متغیر می باشد . 

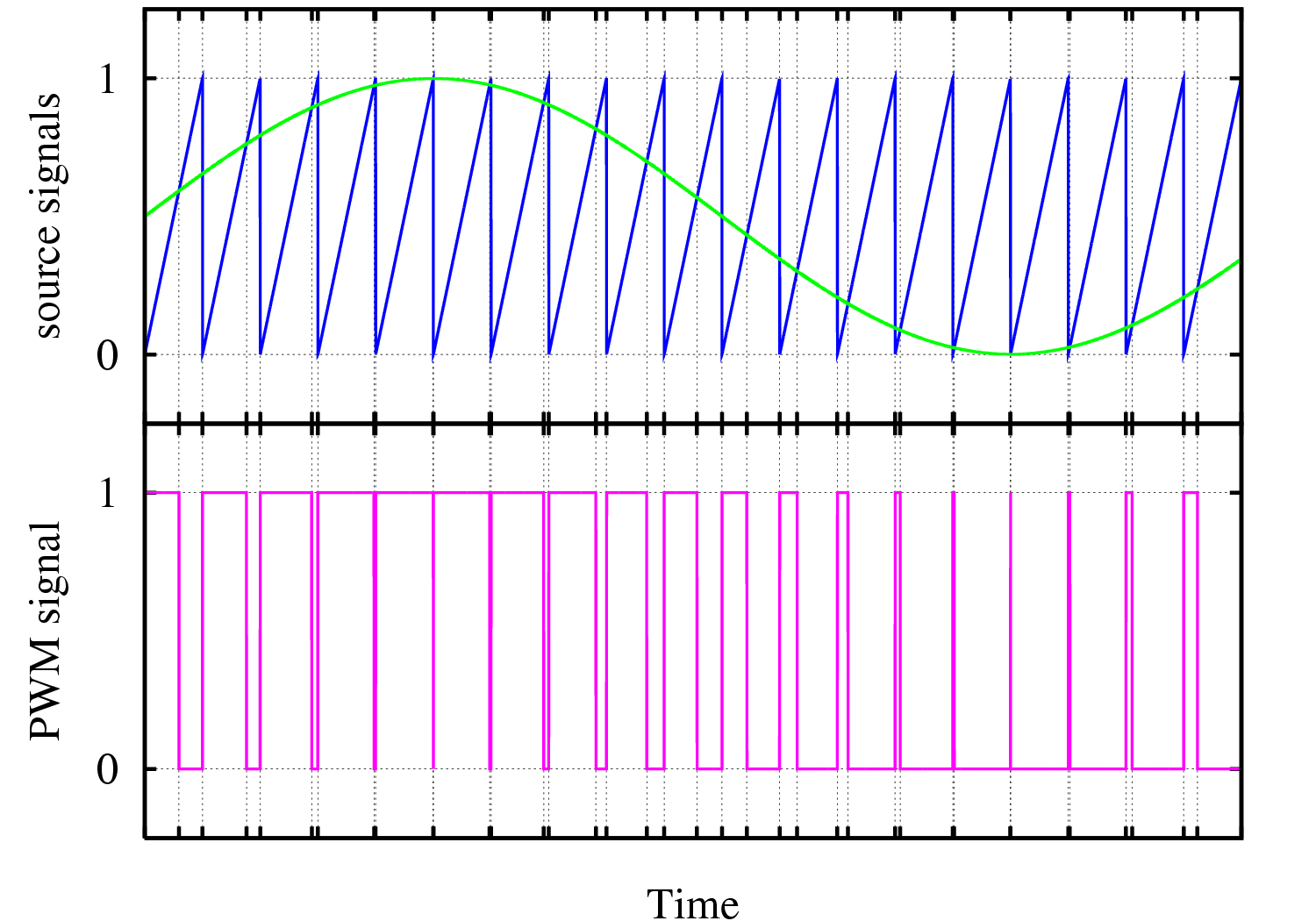
1- ورودی سینوسی حامل 2- خروجی پی دبلیو ام

کارکرد سرعت های موتور بالاتر از سرعت پلاک نام (سرعت پایه) امکان پذیر است، اما محدود به شرایطی است که نیازی به قدرت بیشتر از رتبه پلاک نامی موتور نشود . این گاهی اوقات "تضعیف میدان" نامیده می شود و برای موتورهای AC به معنای کارکرد با سرعت کمتر از V/Hz نامی و بالاتر از سرعت پلاک نامی است. موتورهای سنکرون مغناطیس دائم به دلیل اتصال شار مغناطیسی ثابت، محدوده سرعت تضعیف میدان کاملاً محدودی دارند. موتورهای سنکرون روتور پیچشی Wound-rotor و موتورهای القایی محدوده سرعت بسیار بیشتری دارند. برای مثال، یک موتور القایی 100 اسب بخار، 460 ولت، 60 هرتز، 1775 دور در دقیقه (4 قطبی) که با 460 ولت، 75 هرتز (V/Hz 6.134 ) عرضه می شود، به 80=75/60  درصد گشتاور در 125 درصد سرعت ( 2218.75 دور در دقیقه) = 100٪ قدرت محدود می شود.  .در سرعت‌های بالاتر، گشتاور موتور القایی به دلیل کاهش گشتاور شکست  موتور باید بیشتر محدود شود. بنابراین، توان نامی معمولاً تنها در 130 تا 150 درصد سرعت  پلاک نامی تولید می شود. موتورهای سنکرون Wound-Rotor را می توان با سرعت های بالاتری نیز راه اندازی کرد. در درایوهای آسیاب نورد، اغلب از 200 تا 300 درصد سرعت پایه استفاده می شود. قدرت مکانیکی روتور حداکثر سرعت موتور را محدود می کند. 
یک ریزپردازنده تعبیه شده عملکرد کلی کنترلر VFD را کنترل می کند. برنامه نویسی اولیه ریزپردازنده به عنوان سیستم عامل غیرقابل دسترسی کاربر ارائه می شود. برنامه نویسی کاربر در پارامترهای نمایشگر، متغیر و بلوک عملکرد برای کنترل، محافظت و نظارت بر VFD، موتور و تجهیزات محرک ارائه می گردد .
کنترل کننده اصلی درایو را می توان به گونه ای پیکربندی کرد که به طور انتخابی شامل اجزای قدرت اختیاری و لوازم جانبی به شرح زیر باشد:
اتصال بالادست مبدل - بریکر یا فیوزها، کنتاکتور ایزولاسیون، فیلتر EMC، راکتور خط، فیلتر پسیو 
متصل به بخش ارتباطی  DC – واحدهای ترمز، مقاومت ترمز
اتصال پایین دست اینورتر - راکتور خروجی، فیلتر موج سینوسی، فیلتر dV/dt 

### رابط کاربری (اپراتور)
رابط کاربری وسیله ای را برای اپراتور فراهم می کند تا موتور را روشن و خاموش کند و سرعت کار را تنظیم کند. VFD همچنین ممکن است توسط یک کنترل‌گر منطقی برنامه‌پذیر از طریق مودباس Modbus یا یک رابط مشابه دیگر کنترل شود. عملکردهای اضافی کنترل اپراتور ممکن است شامل معکوس کردن، و تغییر بین تنظیم سرعت دستی و کنترل خودکار از سیگنال کنترل فرایند خارجی باشد. رابط اپراتور اغلب شامل یک نمایشگر حرفی‌عددی یا چراغ های نشانگر و نشان دهنده مقادیر برای ارائه اطلاعات در مورد عملکرد درایو است. صفحه کلید رابط کاربری  و واحد نمایش اغلب در جلوی کنترلر VFD همانطور که در عکس بالا نشان داده شده است، ارائه می شود. نمایشگر صفحه کلید اغلب می تواند به یک کابل متصل شود و در فاصله کوتاهی از کنترلر VFD نصب شود. اکثر آنها همچنین دارای پایانه های ورودی/خروجی (I/O) برای اتصال دکمه های فشاری، سوئیچ ها و سایر دستگاه های رابط کاربری  یا سیگنال های کنترلی هستند. یک پورت ارتباط سریال نیز اغلب در دسترس است تا به VFD اجازه پیکربندی، تنظیم، نظارت و کنترل با استفاده از رایانه را بدهد.
کنترل سرعت
دو راه اصلی برای کنترل سرعت VFD وجود دارد. شبکه ای یا سیم کشی شده .  شبکه شامل انتقال سرعت مورد نظر از طریق یک پروتکل ارتباطی مانند Modbus، Modbus/TCP، EtherNet/IP یا از طریق صفحه کلید با استفاده از رابط سریال نمایشگر است، در حالی که سیم‌کشی  شامل یک وسیله ارتباطی الکتریکی خالص است. روش‌های معمول ارتباط سیمی عبارتند از: 4-20 میلی آمپر، 0-10 ولت DC یا استفاده از منبع تغذیه داخلی 24 ولت DC با پتانسیومتر. سرعت را می توان از راه دور و به صورت محلی نیز کنترل کرد. کنترل از راه دور به VFD دستور می دهد تا دستورهای سرعت را از صفحه کلید نادیده بگیرد در حالی که کنترل محلی به VFD دستور می دهد کنترل خارجی را نادیده بگیرد و فقط از صفحه کلید پیروی کند.

## روش کار
از پارامترهای مهم در تعیین سرعت موتورهای جریان‌متناوب، فرکانسِ ولتاژِ ورودی آن‌هاست که درایوهای فرکانس‌متغیر نیز بر همین اساس کار می‌کنند. از آنجایی که با تغییر فرکانس، راکتانس القایی موتور نیز تغییر می‌کند، درایو باید ولتاژ را همگام با فرکانس تنظیم کند.
بیشتر درایوهای فرکانس‌متغیر برای تنظیم فرکانس، نخست برق ورودی را به حالت جریان مستقیم تبدیل می‌کنند و سپس آن را به حالت متناوب با فرکانس دلخواه برمی‌گردانند. اینکه درایو برای تبدیل برق مستقیم به متناوب از چه روشی استفاده کند تا حد زیادی به اندازه و توان موتور بستگی دارد. در درایوهای ارزان‌تر، ولتاژ خروجی معمولاً به شکل مربعی است که برای موتورهای متناوب مشکل خاصی ایجاد نمی‌کند، اما گاهی با استفاده از یک واحد اضافی شکل موج را به حالت پله‌ای درمی‌آورند تا به شکل موج سینوسی نزدیک‌تر شود.

### استفاده از بی‌جِی‌تی و اس‌سی‌آر
موتورهایی که تا ۵۰۰ اسب بخار قدرت دارند معمولاً از ترانزیستور برای تبدیل ولتاژ مستقیم به متناوب استفاده می‌کنند، این درحالی‌ست که در قدرت‌های بالاتر از تریستور خاموش‌شونده با گیت یا یکسوساز کنترل‌شده با سیلیکون استفاده می‌شود. در پل یکسوساز نیز یکسوساز کنترل‌شده با سیلیکون به جای دیود به کار می‌رود تا بتوان ولتاژ خروجی یکسوساز را کنترل کرد؛ چراکه با کاهش فرکانس به صورت خودکار زمان آتش اس‌سی‌آر به تأخیر می‌افتد و ولتاژ خروجی کاهش می‌یابد.
از مشکلات این روش این است که استفاده از برشگرهای اس‌سی‌آر در یکسوساز درایو باعث ایجاد هارمونیک در شبکه می‌شود که به نوبهٔ خود می‌تواند موجب گرم‌شدن ترانسفورماتورها و موتورها و عمل‌کردن ناخواستهٔ فیوزها و مدارشکن‌ها شود. همچنین به علت استفاده از حالت اشباع در ترانزیستورهای پیوندی دوقطبی برای کلیدزنی، پاسخ فرکانسی آن‌ها پایین است.

### استفاده از آی‌جی‌بی‌تی و دیود
امروزه بسیاری از درایوهای فرکانس‌متغیر از آی‌جی‌بی‌تی استفاده می‌کنند که دارای امپدانس بالایی هستند و بر خلاف بی‌جی‌تی‌ها با ولتاژ کنترل می‌شوند و این باعث می‌شود پاسخ فرکانسی بالایی داشته باشند. در این نوع از درایوها عموماً به جای استفاده از اس‌سی‌آر از دیود برای یکسوسازی استفاده می‌شود. ولتاژ خروجی با کمک روش پی‌دابلیوام به موتور اعمال خواهد شد. مهمترین مزیت این روش کاهش چشم‌گیر هارمونیک خط و مهمترین عیب آن اعمال ولتاژهای ضربه‌ای حاصل از سرعت بالای کلیدزنی ترانزیستورها (در بازهٔ ۱۶۰۰ ولت) روی موتور است که برخی موتورها تحمل آن را ندارند. همچنین در این روش طول خط بین درایو تا موتور از اهمیت بسزایی برخوردار است و هر چه طول خط کمتر باشد بهتر است.

## امکانات و ویژگی‌ها
در این درایوها اغلب روشی برای کنترل میزان جریان موتور در نظر گرفته می‌شود که شامل ترانسفورماتورهای جریان جهت اندازه‌گیری بار موتور می‌شود. تنظیم خودکار سرعت نیز با اندازه‌گیری سرعت موتور و ارسال آن از یک حلقهٔ بازخورد به درایو می‌تواند انجام گیرد. از دیگر امکانات این درایوها کنترل شتاب موتور است که اجازه می‌دهد حتی در حالتی که سرعت موتور روی بیشینه تنظیم شده، افزایش سرعت ناگهانی انجام نگیرد و طی چندین ثانیه رفته‌رفته انجام شود که به‌ویژه برای موتورهایی که بارشان از راه چرخ‌دنده به موتور متصل است مزیت بزرگی محسوب می‌شود. در برخی از انواع این درایوها مدت زمان شتاب‌دهی یا شتاب‌گیری، محدودیت جریان، ولت بر هرتز (افزایش یا کاهش ولتاژ نسبت به فرکانس) و کمینه/بیشینهٔ فرکانس قابل تنظیم هستند.
تنظیمات درایو ممکن است به صورت دیجیتال و با میکروکنترولر یا به صورت آنالوگ و با تنظیم مقاومت‌های متغیر انجام شود.